# Osun
Osun – stan w zachodniej części Nigerii.
Osun sąsiaduje ze stanami Ogun, Ondo, Ekiti, Kwara i Oyo. Jego stolicą jest Oshogbo. Powstał w 1991 po oddzieleniu jego terenów od stanu Oyo. Stan według danych szacunkowych na rok 2012 liczy ok. 4 mln mieszkańców. 
Stan składa się z 30 lokalnych obszarów administracyjnych:
| - Atakunmosa East - Atakunmosa West - Ayedaade - Ayedire - Boluwaduro - Boripe - Ede North - Ede South - Egbedore - Ejigbo | - Ife Central - Ife East - Ife North - Ife South - Ifedayo - Ifelodun - Ila - Ilesa East - Ilesa West - Irepodun | - Irewole - Isokan - Iwo - Obokun - Odo Otin - Ola Oluwa - Olorunda - Oriade - Orolu - Osogbo |